# Susana Marcos Celestino
 (mai 2023).
Si vous disposez d'ouvrages ou d'articles de référence ou si vous connaissez des sites web de qualité traitant du thème abordé ici, merci de compléter l'article en donnant les références utiles à sa vérifiabilité et en les liant à la section « Notes et références ».
 (mai 2023).
La mise en forme du texte ne suit pas les recommandations de Wikipédia : il faut le « wikifier ».
Les points d'amélioration suivants sont les cas les plus fréquents. Le détail des points à revoir est peut-être précisé sur la page de discussion.
- Les titres sont pré-formatés par le logiciel. Ils ne sont ni en capitales, ni en gras.
- Le texte ne doit pas être écrit en capitales (les noms de famille non plus), ni en gras, ni en italique, ni en « petit »…
- Le gras n'est utilisé que pour surligner le titre de l'article dans l'introduction, une seule fois.
- L'italique est rarement utilisé : mots en langue étrangère, titres d'œuvres, noms de bateaux, etc.
- Les citations ne sont pas en italique mais en corps de texte normal. Elles sont entourées par des guillemets français : « et ».
- Les listes à puces sont à éviter, des paragraphes rédigés étant largement préférés. Les tableaux sont à réserver à la présentation de données structurées (résultats, etc.).
- Les appels de note de bas de page (petits chiffres en exposant, introduits par l'outil «  Source ») sont à placer entre la fin de phrase et le point final[comme ça].
- Les liens internes (vers d'autres articles de Wikipédia) sont à choisir avec parcimonie. Créez des liens vers des articles approfondissant le sujet. Les termes génériques sans rapport avec le sujet sont à éviter, ainsi que les répétitions de liens vers un même terme.
- Les liens externes sont à placer uniquement dans une section « Liens externes », à la fin de l'article. Ces liens sont à choisir avec parcimonie suivant les règles définies. Si un lien sert de source à l'article, son insertion dans le texte est à faire par les notes de bas de page.
- La présentation des références doit suivre les conventions bibliographiques. Il est recommandé d'utiliser les modèles {{Ouvrage}}, {{Chapitre}}, {{Article}}, {{Lien web}} et/ou {{Bibliographie}}. Le mode d'édition visuel peut mettre en forme automatiquement les références.
- Insérer une infobox (cadre d'informations à droite) n'est pas obligatoire pour parachever la mise en page.

Pour une aide détaillée, merci de consulter Aide:Wikification.
Si vous pensez que ces points ont été résolus, vous pouvez retirer ce bandeau et améliorer la mise en forme d'un autre article.
Susana Marcos Celestino, née le 25 septembre 1970 à Salamanque, est une physicienne espagnole spécialiste de l'optique appliquée à la vision humaine.

## Jeunesse
Susana Marcos Calestino a étudié à Salamanque, sa ville natale, et a obtenu une licence et un doctorat en sciences physiques avec mention d'honneur à l'université de Salamanque. Avant d'obtenir son doctorat, elle a effectué une formation prédoctorale en tant que Fellow au Conseil supérieur de la recherche scientifique (CSIC), puis a suivi une formation postdoctorale approfondie dans différentes institutions prestigieuses en Europe et aux États-Unis. Elle a travaillé pendant trois ans en tant que chercheuse postdoctorale à l'université Harvard aux États-Unis. En 2000, elle est retournée en Espagne et a obtenu un poste de scientifique titulaire au Centro Superior de Investigaciones Científicas (CSIC) qui est le principal organisme public de recherche en Espagne. Elle a ensuite été promue professeure-chercheuse et a dirigé l'Institut d'optique "Daza de Valdés" de 2008 à 2012.

## Carrière académique et professionnelle
- De 1993 à 1996, elle a été boursière prédoctorale dans le département de Vision et Optique Physiologique à l'Institut d'optique "Daza de Valdés" du Conseil supérieur de la recherche scientifique CSIC.
- De 1997 à 2000, elle a occupé un poste de boursière postdoctorale au Schepens Eye Research Institute de l'École de médecine de l'université Harvard à Boston, dans le Massachusetts, aux États-Unis.
- De 1999 à 2005, elle a travaillé à la Faculté de Recherche Scientifique de l'Institut d'Optique du CSIC à Madrid, en Espagne.
- En 2005, elle a obtenu le poste de scientifique titulaire au CSIC et a continué à travailler à l'Institut d'Optique.
- En 2006, elle a été nommée professeure de recherche du CSIC et a poursuivi son travail à l'Institut d'Optique en tant que directrice du Groupe d'Optique Visuelle et Bio-Photonique.
- De 2008 à 2012, elle a occupé le poste de directrice de l'Institut d'Optique (CSIC)[2].
- En 2012, elle est devenue directrice du Centre de physique "Miguel Ángel Catalan" (CSIC).
- Susana Marcos Celestino a été récompensée par plusieurs prix prestigieux, dont le prix King-Jaime en Nouvelles Technologies, le prix de Physique, Innovation et Technologie décerné par la Société royale espagnole de Physique, le prix Adolph-Lomb de la Société optique et le prix ICO de la Commission internationale d'optique[3],[4],[5].
- En 2019, Susana Marcos Celestino a été lauréate du prix national 'Leonardo Torres Quevedo' dans le domaine de l'ingénierie[6],[7].

## Distinctions et nominations académiques

### Bourses
Les bourses suivantes lui ont été attribuées pour poursuivre ses études en recherche, et plus particulièrement dans sa spécialité :
- 1992 Bourse du Conseil supérieur de la recherche scientifique. Sujet : Introduction à la recherche.
- 1993 Recherche Comunidad. Université de Salamanque.
- 1993-1996 Elle a obtenu une bourse de doctorat du ministère de l'Éducation et des Sciences d'Espagne pour cette longue période.
- 1997 Bourse postdoctorale
- Fulbright. 1997-1999 Bourse postdoctorale d'un programme à long terme de Human Frontier Science.
- 2001 Bourse pour les professionnels en visite à l'université de technologie du Queensland.
- 2014 Bourse de la Fondation Rafael del Pino pour suivre le programme "Women Leadership Program" à l'Aliter International Business School.

### Engagement au sein d'organisations professionnelles dans son domaine d'expertise et contribution à la communauté
- 1999-2001 : Susana Marcos Celestino a occupé le poste de vice-présidente des Applications de Sciences de la Vision au sein du Groupe Technique de la Société américaine d'optique.
- 2001-2003 : Elle a été titulaire de la chaire des Applications de Sciences de la Vision dans la division Vision et couleurs à OURSE.
- 2004-2008 : Susana Marcos Celestino a assumé la présidence du Comité National des Sciences Visuelles de la Société espagnole d'optique.
- 2003 : Elle a exercé la présidence du Département d'Image et de Vision à l'Institut d'optique du Conseil supérieur de recherches scientifiques.
- 2008 : Susana Marcos Celestino a été membre du Comité d'optique physiologique et de la psychophysique visuelle au sein de "Association for Research in Vision and Ophthalmology"
- 2009-2012 : Elle a occupé le poste de directrice de l'Institut d'optique Daza de Valdés au sein du CSIC.
- 2011 : Susana Marcos Celestino a été membre du corps professoral du consortium Madrid MIT M+Vision.
- 2012-2015 : Elle a assumé la fonction de directeur-at-large de l'Optical Society of America.
- 2017- : Elle occupe le poste de vice-présidente du Comité Scientifique et Technique de l'Agence de l'État de Recherche.

### Sociétés où elle adhère
Susana Marcos est membre de plusieurs sociétés professionnelles liées à son domaine d'expertise, notamment la Société espagnole d'optique, l'Association pour la Recherche en Vision et Ophtalmologie (ARVO), la Société américaine d'optique (OSA), la Société américaine de physique, la Société européenne d'optique (EOS) et la Société royale espagnole de physique.

### Participation et rôle dans le domaine scientifique
- Susana Marcos Celestino a participé à de nombreux comités scientifiques au cours de sa carrière. Elle a été membre de la commission du "Groupe de travail pour la standardisation des aberrations de l'œil" de la Société Américaine d'Optique (OSA) en 1999. En 2001, elle a fait partie du comité du Prix du Jeune Chercheur de la même société. De 2001 à 2004, elle a été membre du comité "Optical Society of America, annual meeting" qui s'est tenu à Providence, Rhode Island, Orlando en Floride et Tucson en Arizona, tous aux États-Unis. De 2004 à 2006, elle a été membre du comité de programme de la deuxième réunion thématique sur l'optique physiologique de la Société Européenne d'Optique, qui s'est tenue à Grenade, en Espagne, et à Londres, au Royaume-Uni. Elle a également occupé divers rôles dans des comités scientifiques tels que le comité du prix Edgar D. Tillyer de la Optical Society of America en 2007, le comité de l'école d'été de l'optique visuelle de la Optical Society of America en 2007, et le comité de supervision de IOSA, le chapitre étudiant de la Optical Society of America à Madrid en 2007. De 2001 à 2004, elle a été membre du Conseil Technique de la Optical Society of America lors de sa réunion annuelle. Susana Marcos Celestino a également participé à l'organisation de plusieurs réunions et conférences scientifiques, telles que les réunions de chute de vision parrainées par la Société Américaine d'Optique à Tucson, Arizona en 2003, et les réunions thématiques de la Société Européenne d'Optique sur l'optique physiologique en Espagne et au Royaume-Uni en 2004 et 2006 respectivement. Elle a également présidé le comité d'organisation de l'École d'Été d'Optique Visuelle en Espagne en 2007. Parmi ses engagements actuels, elle occupe le poste de Directrice adjointe de l'Optical Society of America depuis 2012 et est membre du Comité des Prix de la même société. Elle est également membre du Comité des Fellows de la Société Européenne d'Optique et a fondé l'ASETIRC, où elle coordonne la physique appliquée aux sciences de la vision et participe au Comité Scientifique du Congrès ASETIRC. En résumé, Susana Marcos Celestino a joué un rôle actif au sein de divers comités scientifiques, contribuant ainsi à la promotion et au développement de la recherche dans le domaine de l'optique et de la vision.

### Ses contributions éditoriales
- 2002 : Rédactrice invitée dans le domaine de l'Optométrie et des Sciences de la Vision pour la création d'un numéro spécial intitulé "Applications cliniques des aberrations".
- 2004 : Membre du Conseil de Rédaction de la revue spécialisée Vision Research.
- 2006 : Rédactrice invitée dans le domaine de l'Optique Pure et Appliquée pour la création d'un numéro spécial intitulé "Vision Comitée Sciences".
- 2010-2014 : Rédactrice associée de "Biomedical Optics Express" au sein de l'Optical Society of America.
- 2013 : Rédactrice invitée pour la revue Optical Engineering. Numéro spécial : "Vision Humaine".
- 2014- : Rédactrice associée d'"Optica" au sein de l'Optical Society of America.
- 2016 : Rédactrice invitée pour la revue Vision Research. Numéro spécial : "Vision Science and Adaptive Optics".

### Projets de recherche
Depuis l'année 2000 jusqu'à la date actuelle, elle a reçu une série de fonds de la part d'institutions prestigieuses pour mener des recherches sur différents sujets de son domaine d'expertise.

#### Projet financé par des organismes public
- Depuis l'année 2000 jusqu'à la date actuelle, elle a reçu une série de fonds de la part d'institutions prestigieuses pour mener des recherches dans le domaine de l'optique et de l'ophtalmologie. Ces financements comprennent des programmes tels que le Programme US-Espagne Ciencia y Tecnología 2000, où elle a travaillé sur les techniques d'imagerie pour le diagnostic précoce de la dégénérescence maculaire. Elle a également bénéficié de financements de la communauté autonome de Madrid pour étudier la qualité de la vision après la chirurgie de la cataracte, ainsi que du Ministère de la Science et de la Technologie pour examiner le rôle des aberrations oculaires dans le développement et la correction des erreurs de réfraction. D'autres projets de recherche ont été soutenus par des subventions du Ministère de l'Éducation et de la Science et du Ministère de la Science et de l'Innovation, portant sur des sujets tels que la qualité optique et visuelle dans l'amétropie, la presbytie et la pseudophakie, ainsi que le développement et l'application de nouvelles technologies pour l'évaluation de la chirurgie de la cataracte. Elle a également reçu des distinctions telles que l'EURYI Award pour ses contributions aux approches physiques et technologiques de la compréhension et de la correction de la myopie et de la presbytie. Des subventions du Conseil européen de la recherche (ERC) ont soutenu ses recherches sur les corrections optiques bio-inspirées de la presbytie, ainsi que sur les limites optiques et adaptatives de la vision. D'autres financements notables incluent des projets Marie Curie ITN et des subventions du programme Horizon 2020, qui ont permis de poursuivre des travaux sur la compréhension de la myopie et le développement de nouvelles technologies optiques pour son traitement. En outre, des collaborations internationales, telles que celles avec le Bascom Palmer Eye Institute aux États-Unis et le LV Prasad Eye Institute en Inde, ont été soutenues par des subventions du CSIC i-link+. Ces financements ont contribué à une recherche continue et à l'avancement des connaissances dans le domaine de l'optique et de l'ophtalmologie, en mettant l'accent sur des sujets tels que le diagnostic précoce de la dégénérescence maculaire, l'évaluation de la qualité de la vision après la chirurgie de la cataracte, la correction des erreurs de réfraction et la compréhension de la myopie et de la presbytie[2],[1].

## Publications scientifiques
Jusqu'en 2019, elle a publié plus de 163 articles dans des revues à fort impact (principalement dans les domaines de l'optique, de l'ophtalmologie et des neurosciences), a présenté plus de 250 résumés lors de conférences internationales et a donné plus de 200 séminaires et conférences à l'échelle nationale et internationale.

## Brevets
Elle a déposé dix-sept brevets (dont neuf ont été accordés sous licence à l'industrie et deux appartiennent à la société Essilor) qui modifient ou améliorent de manière significative les lésions optiques et apportent des avancées innovatifs développant de domaine de l'ophtalmologie.

## Prix et honneurs
Elle a reçu de nombreux prix et distinctions qui témoignent de la reconnaissance de son travail et de ses contributions remarquables dans le domaine de l'optique et de l'ophtalmologie. En 1996, elle a été honorée du Prix Extraordinaire de Thèse Doctorale de l'Université de Salamanque en Espagne. En 1999, son article a été récompensé comme Meilleur Article de l'Année Académique par le "Schepens Eye Research Institute". En 2001, elle a reçu le prestigieux Prix Fondadores Wavefront lors du 2e Congrès International sur la "Wavefront Sensing". En 2002, elle s'est vu décerner la Médaille Adolph Lomb par l'Optical Society of America (OSA). En 2005, elle a été lauréate du Prix du Jeune Chercheur de la Fondation Européenne de la Science (EURYI), attribué par EURHORCs-Europe. Elle a également été élue Fellow de l'EOS (European Optical Society) en 2006 et a reçu le Prix ICO de la Commission Internationale d'Optique en 2007. Son statut de Fellow de l'OSA a été accordé en 2008, et en 2010, sa patente a été distinguée comme Meilleure Patente de l'Année dans le domaine de la Biotechnologie par la Fondation Madrid+d. En 2011, elle a été honorée du titre de Docteur Honoris Causa par l'Académie des Sciences et Technologies de l'Ukraine. Elle a également obtenu la Bourse Avancée ERC du Conseil Européen de la Recherche en 2012 et est devenue Fellow de l'ARVO (Association for Research in Vision and Ophthalmology) en 2013. En 2015, elle a été récompensée par le Prix de Physique, Innovation et Technologie décerné par la Real Sociedad Española de Física-Fundación BBVA. Parmi ses autres distinctions, on compte l'Alcon Research Institute Award et le Borish Scholar Award de l'Université d'Indiana en 2016, le Prix Roi Jaime I dans la catégorie des Nouvelles Technologies en 2017, la Médaille Ramón y Cajal de la Real Academia de Ciencias en 2019, le Prix National de Recherche Leonardo Torres Quevedo dans le domaine de l'Ingénierie en 2019, ainsi que le Prix Julio Peláez (2020) pour les femmes pionnières en Physique, Chimie et Mathématiques. Ces reconnaissances illustrent l'ampleur de ses réalisations et la portée de ses avancées scientifiques.